# Tropidoprion grandidieri
Tropidoprion grandidieri là một loài bọ cánh cứng trong họ Cerambycidae.